# District de Tokoro

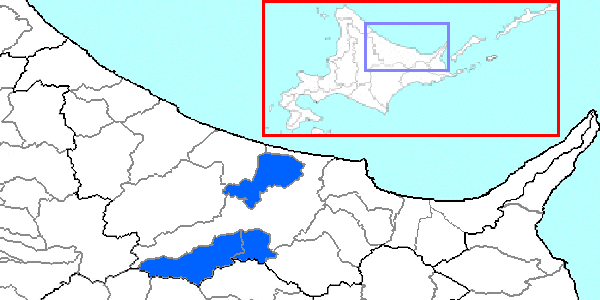
District de Tokoro, sous-préfecture d'Okhotsk.

Le district de Tokoro (常呂郡, Tokoro-gun) est un district situé dans la sous-préfecture d'Okhotsk, sur l'île de Hokkaidō, au Japon.

## Géographie

### Démographie
Au 31 mars 2015, la population du district de Tokoro s'élevait à 13 964 habitants répartis sur une superficie de 1 123,16 km2.

### Divisions administratives
Le district de Tokoro est composé de trois bourgs :
- Kunneppu ;
- Oketo ;
- Saroma.

## Histoire
Auparavant, les bourgs de Tokoro, Tanno et Rubeshibe faisaient partie du district de Tokoro. Le 5 mars 2006, ils ont intégré la ville de Kitami.